# 絶対の愛
『絶対の愛』（ぜったいのあい、原題：시간(타임)）は2006年公開の韓国映画。キム・ギドクによる13作目の監督作品である。

## あらすじ
二年間の交際を続けるセヒとジウは、深い愛情によって結ばれている筈だったが、セヒの心にはジウが自分に飽きているのでは、との疑念が消えなかった。ジウがセヒを抱けなくなった夜、別の女を思い浮かべることでジウはそのためらいを克服していた。翌日セヒはジウの前から姿を消し、密かに整形手術を受ける。しばらくしてセヒを探すことに疲れたジウが旅に出たとき、謎のサングラスの女に惹かれるが姿を見失う。そしてまた数ヵ月後、喫茶店でジウは魅力的なウェイトレス、スェヒに出会い、恋に堕ちる。

## 出演者
- スェヒ：ソン・ヒョナ
- ジウ：ハ・ジョンウ
- セヒ：パク・チヨン
- 杉野希妃
- キム・ソンミン（朝鮮語版）

## スタッフ
- 監督：キム・ギドク